# Pālkānlū-ye ‘Olyā
Pālkānlū-ye ‘Olyā (persiska: Pālkānlū-ye Bālā, پالکانلو علیا) är en ort i Iran.   Den ligger i provinsen Nordkhorasan, i den nordöstra delen av landet, 600 km öster om huvudstaden Teheran. Pālkānlū-ye ‘Olyā ligger 1 653 meter över havet och antalet invånare är 343.
Terrängen runt Pālkānlū-ye ‘Olyā är kuperad. Runt Pālkānlū-ye ‘Olyā är det ganska tätbefolkat, med 54 invånare per kvadratkilometer. Närmaste större samhälle är Naz̧ar Moḩammad, 3,2 km norr om Pālkānlū-ye ‘Olyā. Trakten runt Pālkānlū-ye ‘Olyā består i huvudsak av gräsmarker.